# ایکینجی مینیمان
ایکینجی مِینیمان (به لاتین: İkinci Meyniman) یک منطقه مسکونی در جمهوری آذربایجان است که در شهرستان حاجی‌قبول واقع شده است. ایکینجی مینیمان ۳۰۰ نفر جمعیت دارد.